# دهلق (ملایر)
دهلق (ملایر)، روستایی از توابع بخش سامن شهرستان ملایر در استان همدان ایران است.زبان مردم این روستا زبان لُری میباشد.

## جمعیت
این روستا در دهستان اورزمان قرار دارد و براساس سرشماری مرکز آمار ایران در سال ۱۳۹۵، جمعیت آن ۱۱۵۲ نفر (۳۷۳خانوار) بوده‌است.
اكثريت ساكنين اين روستا را سادات حسینی که از نوادگان امامزاده سیدصلاح الدین محمد(ع)میباشند وشهرت خانوادگی آنها سیاوشی است تشكيل ميدهند.ضمنا این روستا یکی ازچهاردِه سیاوشی میباشد.(دهلق،دره دراز،دره امیدعلی،لولوهر)